# نج هوي
نج هوي (بالصينية: 黃慧؛ بالإنجليزية: Ng Hui) هي ممثلة سنغافورية، ولدت في 22 يوليو 1979 في سنغافورة.

## وصلات خارجية
- نج هوي على موقع IMDb (الإنجليزية)